# جامعة ماريا كوري-سكلودوفسكا
جامعة ماريا كوري-سكلودوفسكا (بالبولندية : Uniwersytet Marii Curie-Skłodowskiej w Lublinie, UMCS) هي جامعة تأسست في 23 أكتوبر 1944 في لوبلين، وسميت بهذا الاسم تكريمًا للعالمة ماري كوري.
تضم الجامعة حاليًا حوالي 36,000 طالب، 302 أستاذ (157 أستاذ متفرغ)، 231 حاصل على الدكتوراه, 826 محاضر إضافة إلى 1829 مدرس بإجمالي طاقم تدريس عدده 3628. مع الوقت توسعت الجامعة لتضم فروع في مدن أخرى.

## ترتيبها
في عام 2011، صنفت جريدة Rzeczpospolita القومية البولندية اليومية الجامعة في المركز الحادي عشر من بين 25 جامعة عامة بولندية.

## كلياتها
- الفنون
- البيولوجي والتكنولوجيا الحيوية
- الكيمياء
- الاقتصاد
- علوم الأرض وإدارة الأراضي
- الفلسفة وعلم الاجتماع
- العلوم الإنسانية
- الرياضيات، الفيزياء وعلوم الحاسب الآلي

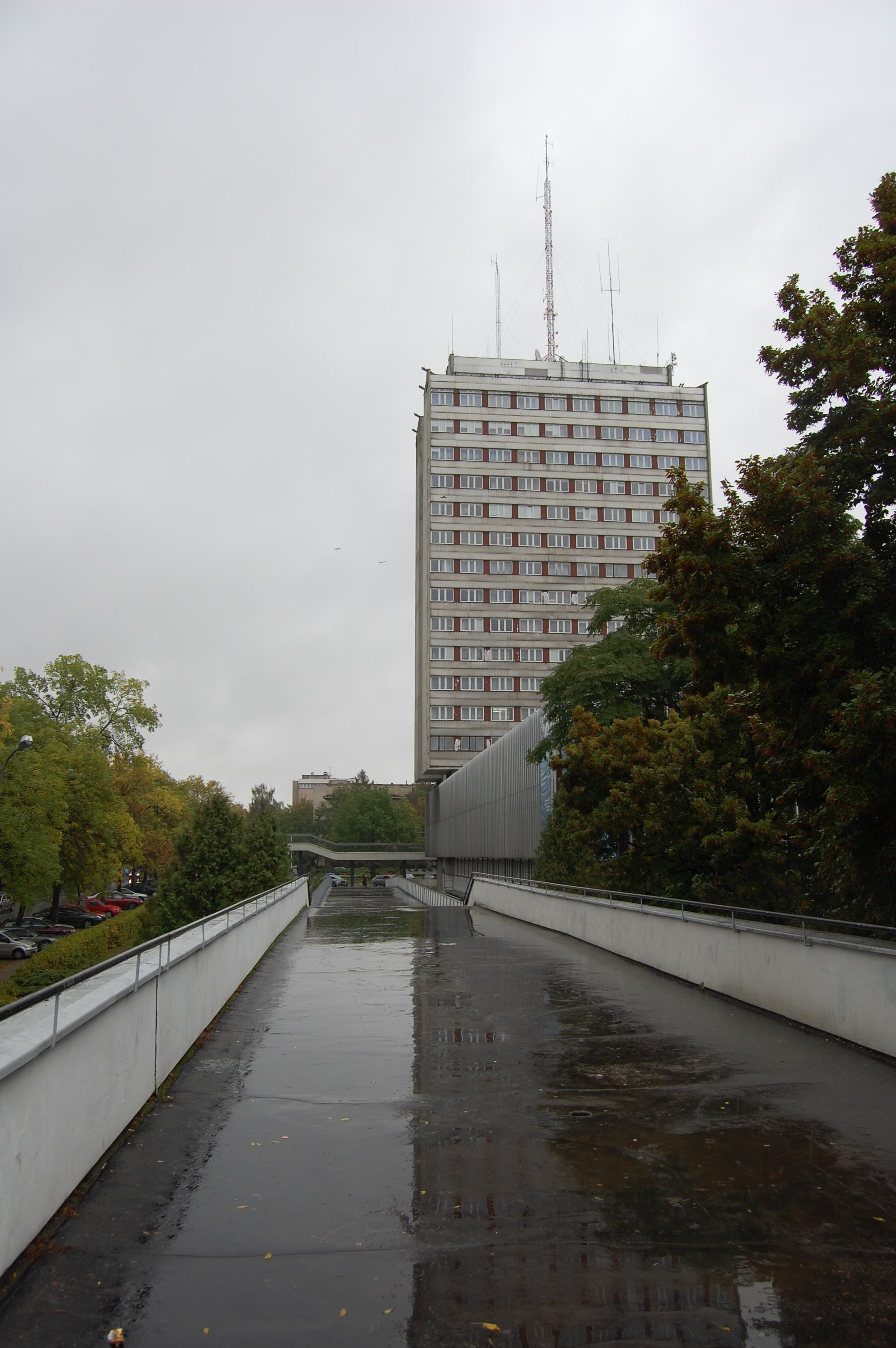
المبنى الرئيسي للجامعة.

- علم أصول التدريس وعلم النفس
- العلوم السياسية
- الحقوق والإدارة

## معرض الصور

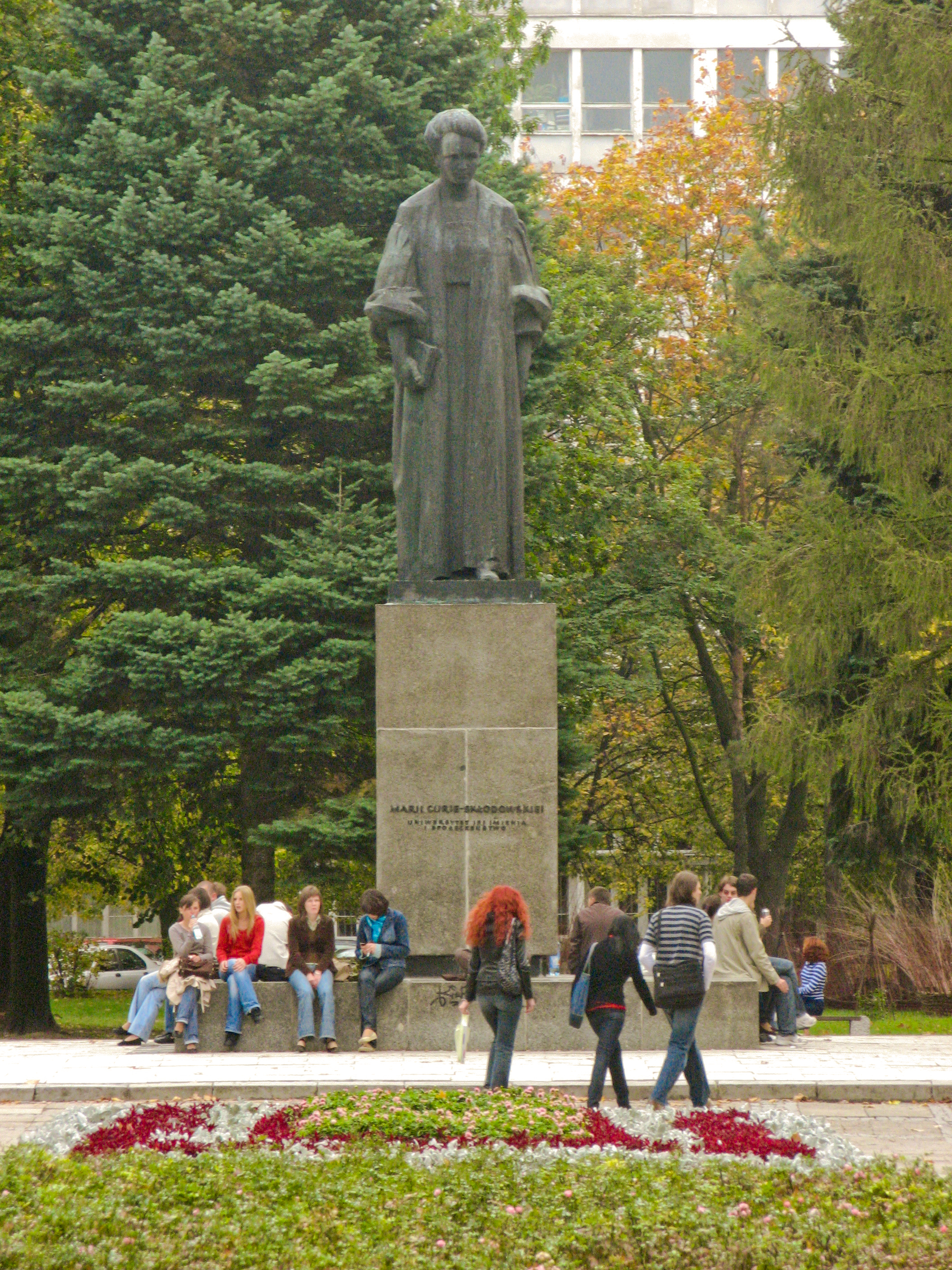
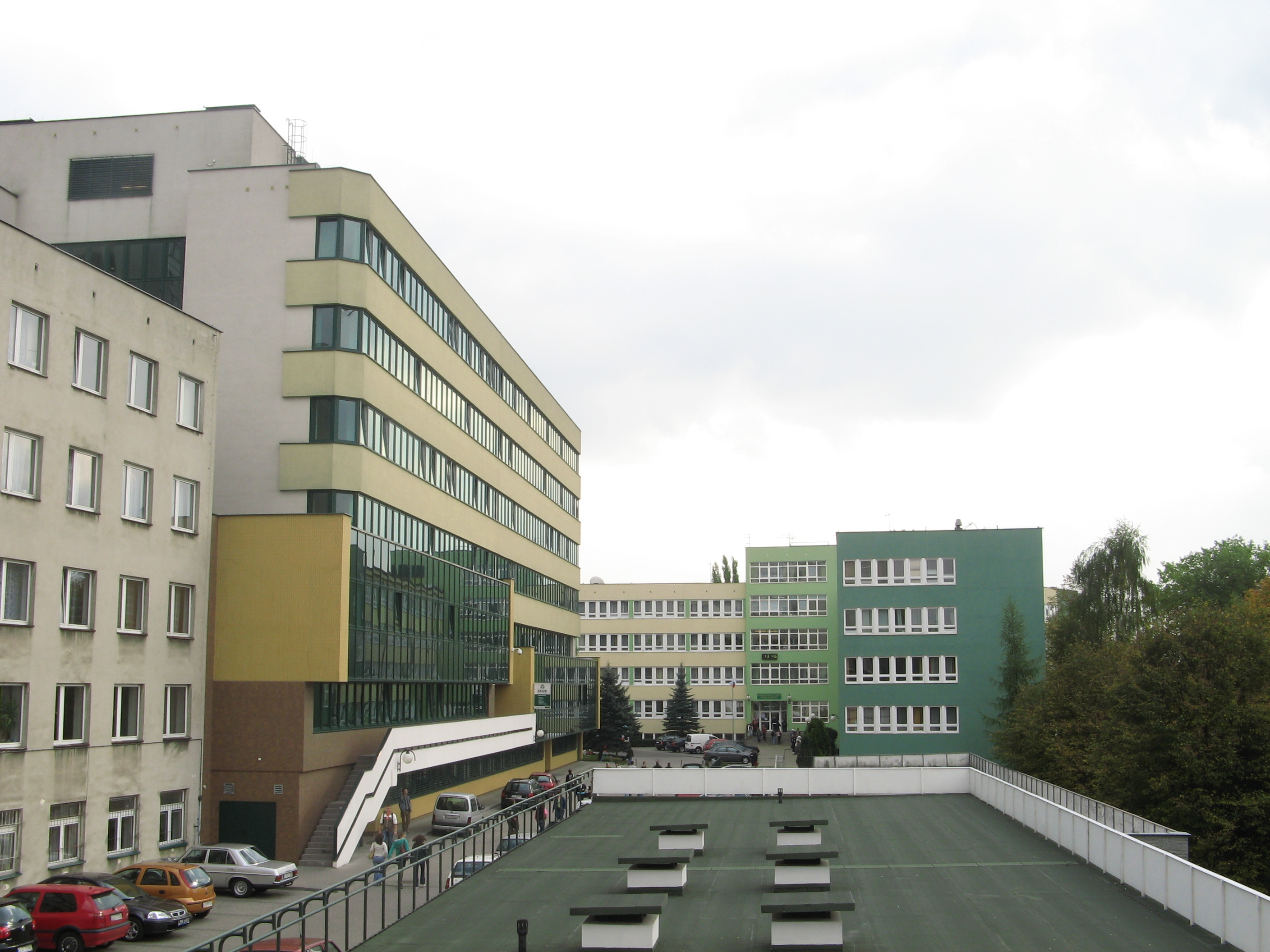
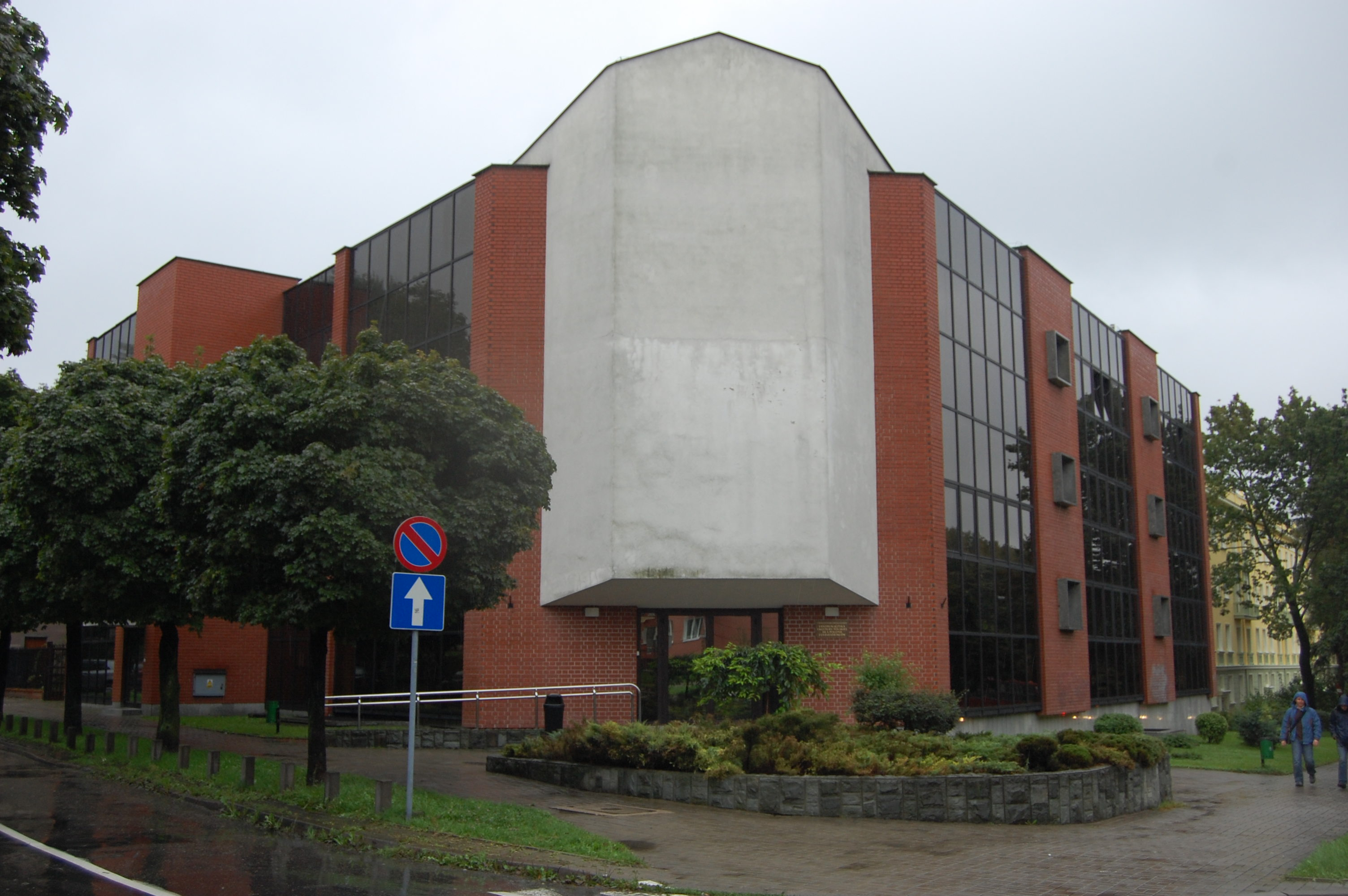

## وصلات خارجية
- الموقع الرسمي